# 凱拉尼山 (基亞卡區)
14°30′06″S 69°24′19″W / 14.50167°S 69.40528°W
凱拉尼山（K'ayrani），是秘魯的山峰，位於該國東南部普諾大區，由桑迪亞省的基亞卡區負責管轄，屬於安地斯山脈的一部分，海拔高度約4,600米。